# Второй цветной канал ОРТФ
Второй цветной канал ОРТФ (франц. Deuxième chaîne de l’ORTF) — 2-я телепрограмма во Франции с 21 декабря 1963 года до 5 января 1975 года, вещание по которой велось Управлением французского радиовещания и телевидения. С 21 декабря 1963 до 24 июля 1964 года назывался «РТФ Телевизьон 2», с 25 июля 1964 до 30 сентября 1967 года - Второй канал ОРТФ.

## Передачи
- с 3 ноября 1969 до 5 января 1975 года - выпуски информационной программы «ИНФ2» (INF 2), до 10 сентября 1972 года - «24 ор сюр ля Ду» (24 heures sur la Deux) в 13.00, 19.45 и поздно вечером, включавшие в себя:
  - текущие новости от Министерства информации (с 1972 года - текущие новости от Пресс-службы Совета министров);
  - текущие новости от агентства «Франс Пресс» и других информационных агентств;
  - репортажи от Министерства информации;
  - репортажи и интервью подготовленные самим управлением;
- спортивные трансляции;
- премьеры (с 1969 года) и повторы выпусков тележурналов, премьеры (с 1969 года) и повторы документальных телефильмов и эпизодов документальных телесериалов;
- премьеры (с 1969 года) и повторы выпусков телешоу (с 1964 года в значительно большем количестве);
- детские передачи, в том числе премьеры (с 1969 года) и повторы детских телефильмов и детских телесериалов, включая мультипликационные;
- премьеры и повторы иностранных телефильмов и эпизодов иностранных телесериалов, с 1966 года также в меньшей степени премьеры и повторы телефильмов, снятых по заказу самого Управления французского радиовещания и телевидения;
- телевизионные премьеры и повторы французских фильмов, иностранных фильмов, с 1970 года также и снятых при участии самого Управления французского радиовещания и телевидения;
- с 1967 года - реклама в частично ограниченном количестве (доходы от рекламы не могли превышать 25% всего финансирования учреждения).

## История
Вещание по телеканалу ведётся с 21 декабря 1963. Второй канал получили только 20 % французов, и его аудитория сильно пострадала. Технические службы Управления приложили все усилия для продолжения расширения своей радиовещательной сети УВЧ на передатчик Мон-Пилат в конце октября 1964 года, а затем на Пуй-де-Дом в конце декабря, а затем на Кан. , Pic de l’Ours и Pic du Midi в 1965 году. С весны 1967 года вечера организуются вокруг темы, и в эфир выходит передача «Файлы экрана».
С 1962 года исследовательский отдел RTF, а затем ORTF занимается изучением различных методов передачи цветного телевидения, и это французское цветовое кодирование по стандарту SECAM IIIB стандарта L на 625 строк, изобретенное инженером. Анри де Франс, который был окончательно выбран в 1966 году для вступления в силу в июне 1967 года. Таким образом, в воскресенье 1 октября 1967 года в 2 часа 15 минут министр информации Жорж Горс в окружении директора по оборудованию и Операция Клод Мерсье, генеральный директор ORTF Жак-Бернар Дюпон и телевизионный директор Эмиль Биазини, открывает из студии 13 Buttes Chaumont переход на цвет второго канала ORTF, под названием второго цветового канала ORTF. Эта презентация цветного телевидения продолжается программой Arc en ciel, состоящей из доклада о парашютистах из ВВС с очень красочными парашютами, прокомментированного Пьером Черниа и снятого Александром Тартой и Жаком Дубуром. Затем последовало шоу Марселя Амонта, снятое Жан-Кристофом Бедностью. Значительная часть программ второго канала затем транслируется в цвете, первоначально двенадцать часов в неделю, включая телевизионные новости. Первое крупное событие, транслируемое ORTF в цветном формате на втором канале, — это трансляция Зимних Олимпийских игр 1968 года в Гренобле в прямом эфире с 6 по 18 февраля 1968 года, изображения которых видны для пяти-шести сотен миллионов зрителей. по всему миру.
3 июля Закон № 72-55310 о статусе ORTF привел к реорганизации управления каналами в две редакции. 11 сентября 1972 г. следует реорганизация информационных подразделений, созданных в 1969 г. на каждой из цепей и отныне интегрированных в направлении новых редакций. Направления информационных блоков фактически исчезают. Таким образом, 24-часовая редакция журнала Deux под руководством Жаклин Бодриер была переведена на первый канал, который заменил Information Première, редакция которого была признана властями слишком независимой и была уволена. Некоторые из бывших журналистов Information Première (Жан-Мишель Дежон, Александр Балу, Жан-Пьер Элькаббах и т. д.) затем перешли на второй цветной канал, на котором Жан-Пьер Элькаббах и Жан-Клод Хеберле создали новую редакционную статью под названием INF2, где начинаются Жерар Хольц, Даниэль Билалян, Даниэль Брим, Пьер Серра, Жерар Себаг или Ален Дубески.
По идее своего президента, Марсо Лонга, Управление французского телевидения и радиовещания организовало 10 мая 1974 года впервые по телевидению и вне жестких рамок официальной кампании дебаты между двумя кандидатами во втором туре президентских выборов, Валери Жискар д’Эстен и Франсуа Миттеран, транслируют одновременно и в прямом эфире на первом канале и на втором канале.
Управление прекратило вещание по 2-му телеканалу 5 января 1975 года.

## Местные передачи
- «Шампань-Арденн Актуалите» (Champagne-Ardenne Actualités) - информационная программа в регионе Шампань-Арденны;
- «Нор Актуалите» (Nord Actualités) - информационная программа в регионе Нор-па-де-Кале;
- «Журналь де Альп» (Journal des Alpes) - информационная программа в регионе Прованс-Альпы-Лазурный берег;
- «Журналь де Пари» (Journal de Paris) - информационная программа в регионе Иль-де-Франс;
- «Рон-Альп Актуалите» (Rhône-Alpes Actualités) - информационная программа в регионе Рона-Альпы;
- «Прованс Актуалите» (Provence Actualités) - информационная программа в регионе Прованс-Альпы-Лазурный берег